# ТЕС Tri Energy
13°32′7″ пн. ш. 99°44′24″ сх. д. / 13.53528° пн. ш. 99.74000° сх. д.
ТЕС Tri Energy – колишня теплова електростанція у тайській провінції Ратчабурі. 
У 2000 році на майданчику станції став до ладу парогазовий блок комбінованого циклу потужністю 700 МВт, в якому дві газові турбіни потужністю по 224 МВт живили через відповідну кількість котлів-утилізаторів одну парову турбіну з показником 252 МВт.
Як паливо ТЕС використовувала природний газ, що надходив із М’янми по газопроводу Пілок – Ратчабурі. 
Проект реалізували через компанію Tri Energy, яку заснували три інвестора – Texaco Global Gas and Power (37,5%), Banpu Public Company (37,5%) та Edison Mission Energy (25%). Texaco невдовзі стала частиною нафтогазового концерну Chevron, а Banpu Public Company в 2003 році продала свою частку тайській Ratchaburi Electricity Generating Holding Public Company (також відома як RATCH), головним акціонером якої із часткою 45% є державна Electric Generating Authority of Thailand (EGAT). Третій із первісних інвесторів, Edison, в 2005-му також продав свою частку, при цьому в підсумку вона опинилась у рівних долях у Chevron та RATCH. Нарешті, в 2014-му Chevron продала свої 50% RATCH, що, таким чином, стала одноосібним власником.
Станція Tri Energy мала 20-річний контракт на викуп електроенергії із Electric Generating Authority of Thailand. По його завершенні у червня 2020-го ТЕС зупинили і на початку 2020-х повністю демонтували, після чого на звільненому майданчику почалось зведення ТЕС Хінконг. 